# Lama (Haute-Corse)
Pour les articles homonymes, voir Lama.
Lama est une commune française située dans la circonscription départementale de la Haute-Corse et le territoire de la collectivité de Corse. Elle appartient à l'ancienne piève de Canale.

## Géographie

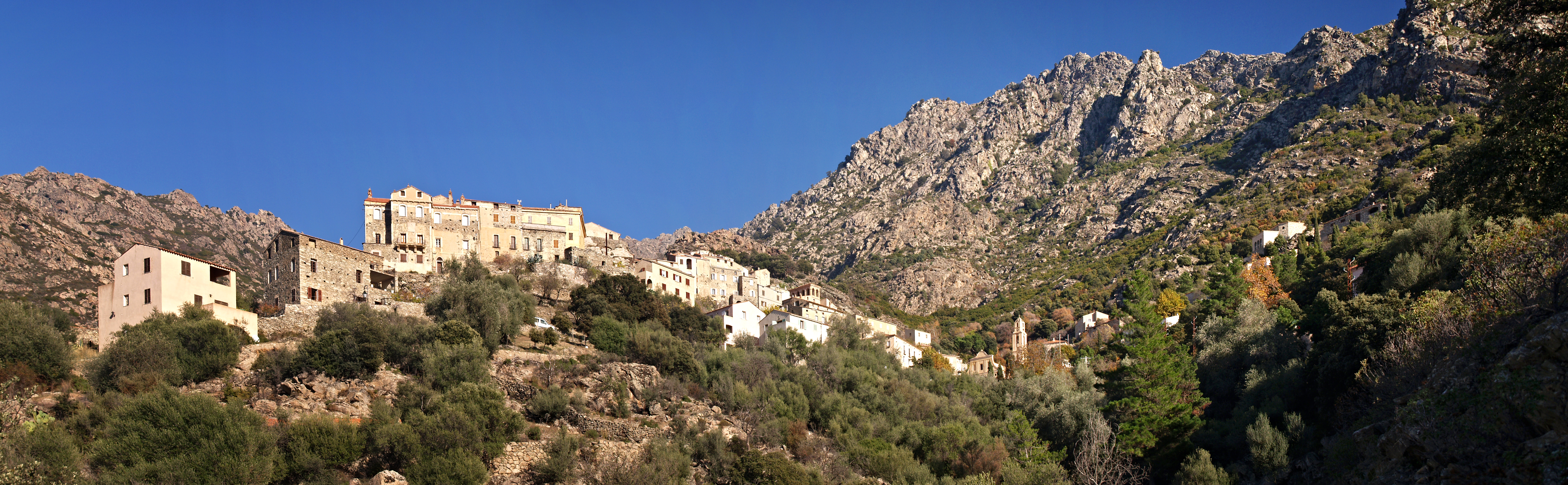
Panorama du village.

### Situation
Lama est avec Urtaca et Pietralba l'une des trois communes issues de la piève de Canale, occupant la rive droite de la vallée de l'Ostriconi.

### Géologie et relief
La commune occupe une section méridionale de la vallée de l'Ostriconi, au nord des dépressions centrales de l'île que les géologues définissent en « un sillon étroit au relief adouci dont les sommets les plus élevés ne dépassent pas les 700 m d'altitude, constitué pour l'essentiel de terrains sédimentaires secondaires et tertiaires. Cette dépression coupe l'île du nord-ouest au sud-est, depuis l'Ostriconi jusqu'à Solenzara » en passant par Corte, partageant la Corse en deux régions montagneuses distinctes : la « Corse granitique » au sud-ouest ou « l'Au-Delà-des-Monts » et la « Corse schisteuse » au nord-est ou « l'En-Deçà-des-Monts ».
Lama est située au centre de l'ancienne pieve de Canale. Celle-ci était composée au début du XVIIIe siècle de Lama, Pietralba et Urtaca. Divisé par le cours d'eau, son territoire est partagé en deux zones :
- la partie orientale adossée à la chaîne du massif de Tenda qui le sépare du Nebbio, la ligne de crête démarrant au nord à Bocca Sacropina 1 349 m d'altitude, s'élevant jusqu'au Monte Astu plus haut sommet de la chaîne culminant à 1 535 m « à cheval » sur Lama et Sorio, jusqu'à Petru San Ghjaccu (1 512 m).
- la partie occidentale adossée à une ligne de crête de moyenne montagne le séparant du Giussani.

Le village occupe une position centrale sur la commune.
Limites territoriales
- Au nord, les limites du territoire sont plus virtuelles, avec des tracés souvent rectilignes, presque horizontales, partant de Sacropino à l'est, évitant Urtaca en passant au sud du village, jusqu'à la rivière Ostriconi et descendre son cours jusqu'au lieu-dit Valliana qui marque l'extrémité nord-est de la commune.
- Au sud, ses limites démarrent de Petru San Ghjaccu à l'est et prennent une direction sud-ouest jusqu'à l'Ostriconi, descendant le ruisseau de Cognolo avant de suivre une ligne de crête passant par les Grottes d'Erbajolo et les flancs méridionaux du Pinzu Lavigni, et traverser la RD 8 et la RT 301 (ex-RN 1197). Ensuite, la démarcation suit une courte portion du cours de l'Ostriconi jusqu'à la confluence du ruisseau de Faciolari et remonte son cours jusqu'à la ligne de crête occidentale.

### Hydrographie

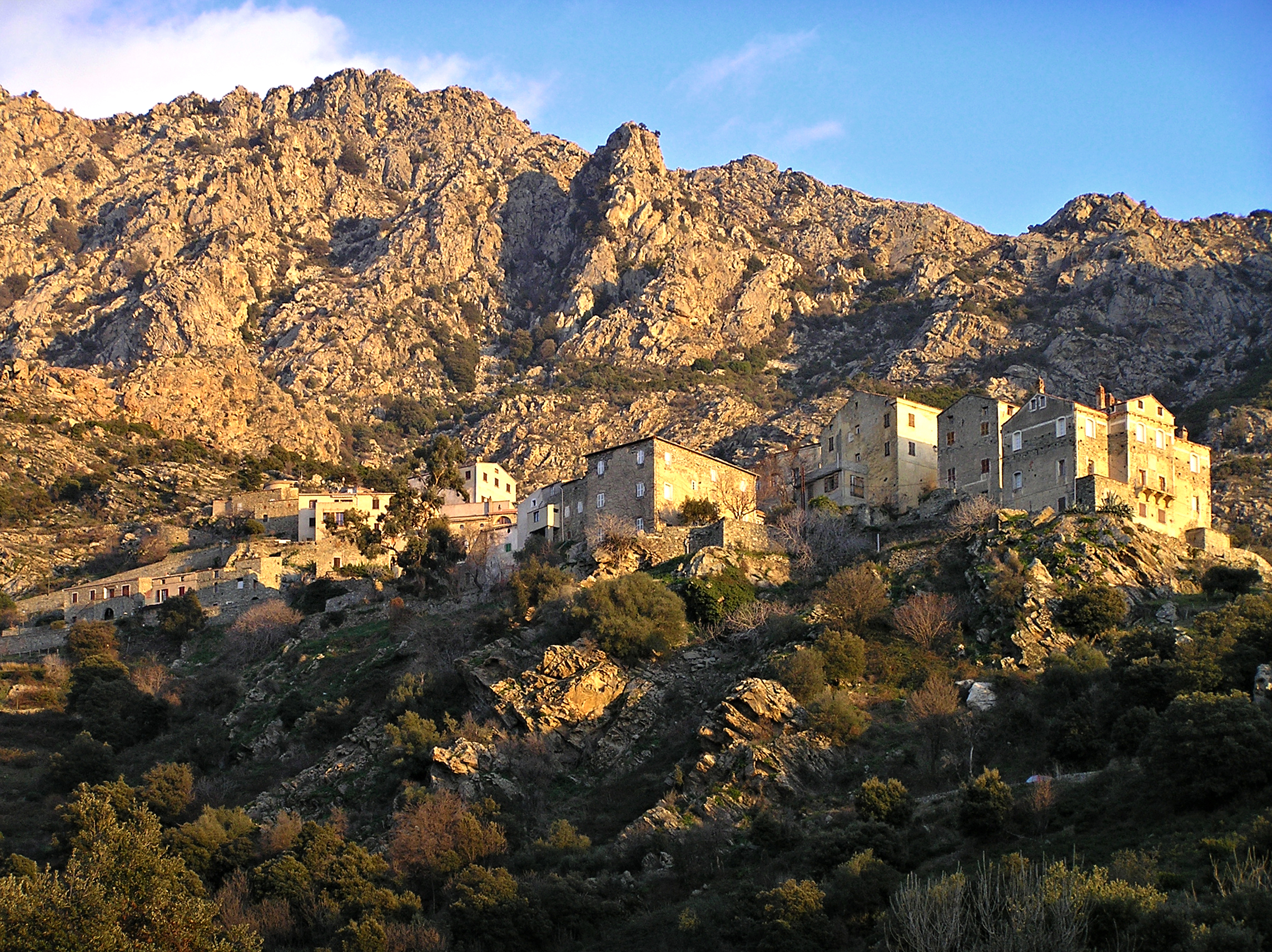
Vue du village.

Le réseau hydrographique est constitué de ruisseaux affluents de la rivière Ostriconi, cours d'eau traversant la commune. Ces petits cours d'eau ont pour nom : 
- rive droite : ruisseau de Corbione, ruisseau de Malculo[2] grossi par le ruisseau de Bodulo[3], ruisseau de Funtana Bona[4], ruisseau de Felicione[5], partie du ruisseau de Cugnolu[6] ;
- rive gauche : ruisseau de Focolaccio[7], ruisseau d'Ostincaia[8], ruisseau de Villanaccio[9], ruisseau de Furchelle[10], ruisseau de Valli[11], ruisseau de Calasconi[12] et ruisseau de Faciolari.

Bien que naissant sur les flancs de la ligne de crête occidentale beaucoup plus basse que celle du versant oriental, ils sont plus nombreux à l'umbria (ubac).

### Climat et végétation
Du fait de sa situation, la vallée est un goulet ouvert aux vents d'ouest et de nord-ouest dominants, où les températures sont proches de celles du littoral balanin. Mais en raison de leur exposition, les deux versants de la vallée présentent des paysages très différents. L'adret (sulana), rocailleux avec des arêtes déchiquetées sur les hauteurs, est sec, avec peu d'arbres hors l'alentour du village. À l'adret, les nombreuses terrasses de culture depuis longtemps abandonnées, ont été mises au jour par le terrible incendie de 1971 qui ravagea toute l'oliveraie de la vallée. L'ubac (umbria) est une suite de collines arrondies, très vertes, couvertes d'un maquis méditerranéen traditionnel, avec de nombreux oliviers près du lit de la rivière.

### Voies de communication et transports

#### Accès routiers

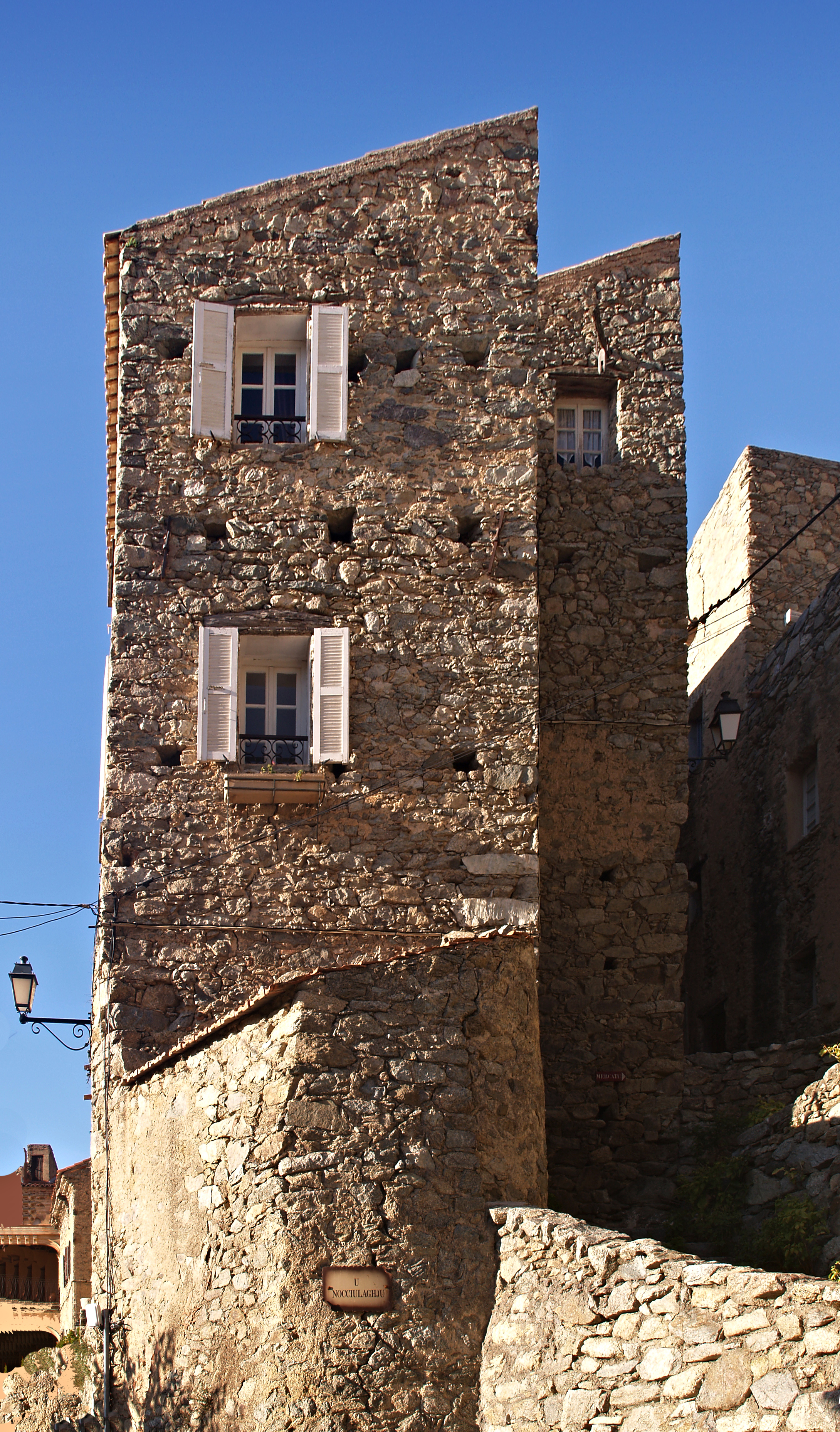
U Nocciulaghju.

Jusqu'aux années 1980 le village n'était desservi que par une seule route, la D8, longue, étroite et sinueuse. Elle prenait naissance au pont de Volparone sur la RN 197, longeait le ruisseau de Santa Maria jusqu'au col éponyme, puis desservait successivement Pietralba, Lama et Urtaca. Elle retrouvait la D81 peu avant le lieu-dit Pietra Moneta.
En 1998, une voie rapide dite Balanina ou Route territoriale 30 (ex-RN 197) a été ouverte, désenclavant la touristique microrégion de Balagne. La Balanina traverse la commune au fond de la vallée en longeant l'Ostriconi ; elle « double » de fait l'ancienne route toujours nommée D8, depuis le pont de Volparone sur la RT 301 jusqu'au lieu-dit Bocca di Campi Tostari. La place de l'église au village se trouve éloignée de 3 km de l'aire de Tesa sur la RT 30.

#### Transports
La commune n'est pas traversée par la voie des chemins de fer de la Corse (ligne Ponte-Leccia - Calvi) qui passe à côté des limites occidentales de la commune. La gare la plus proche est celle de la commune voisine de Novella, un arrêt facultatif distant de 12 km par la route.
N'ayant pas de façade maritime, Lama ne possède pas de port. Le port le plus proche est celui de L'Île-Rousse, à une trentaine de kilomètres.

L'aéroport de Bastia Poretta, le plus proche, est distant de 48 km ; celui de Calvi-Sainte-Catherine se trouve à 52 km.
Un service de transport par taxi existe à Lama.

## Urbanisme

### Typologie
Au 1er janvier 2024, Lama est catégorisée commune rurale à habitat dispersé, selon la nouvelle grille communale de densité à sept niveaux définie par l'Insee en 2022.
Elle est située hors unité urbaine et hors attraction des villes,.

### Occupation des sols
L'occupation des sols de la commune, telle qu'elle ressort de la base de données européenne d’occupation biophysique des sols Corine Land Cover (CLC), est marquée par l'importance des forêts et milieux semi-naturels (91,5 % en 2018), une proportion sensiblement équivalente à celle de 1990 (93,2 %). La répartition détaillée en 2018 est la suivante : 
milieux à végétation arbustive et/ou herbacée (86,3 %), zones agricoles hétérogènes (8,5 %), espaces ouverts, sans ou avec peu de végétation (5,2 %). L'évolution de l’occupation des sols de la commune et de ses infrastructures peut être observée sur les différentes représentations cartographiques du territoire : la carte de Cassini (XVIIIe siècle), la carte d'état-major (1820-1866) et les cartes ou photos aériennes de l'IGN pour la période actuelle (1950 à aujourd'hui).

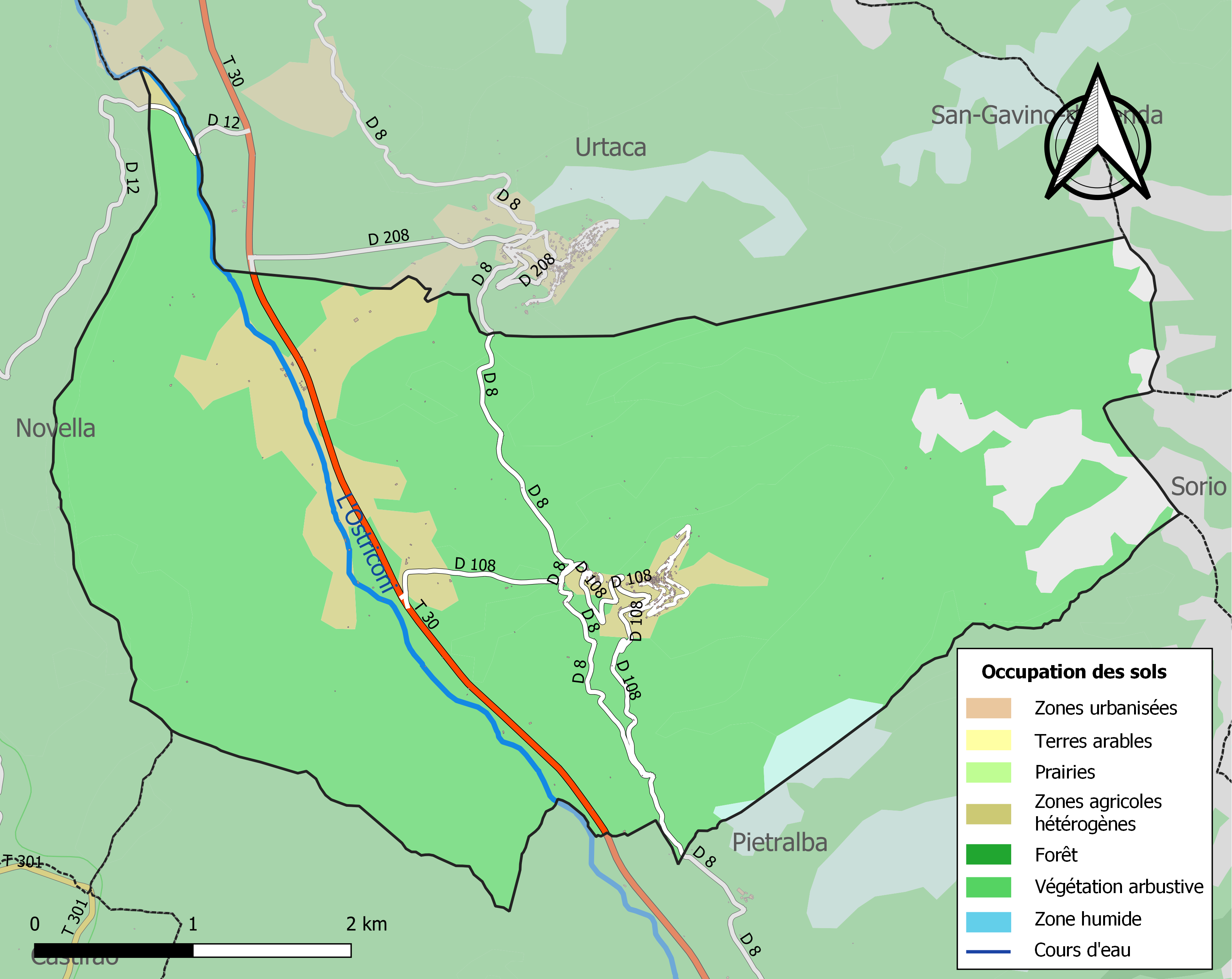
Carte des infrastructures et de l'occupation des sols de la commune en 2018 (CLC).

## Urbanisation
Les premières maisons de Lama ont été érigées sur une sorte de « nid d'aigle » au pied d'une tour de guet appelée en langue corse « A Torra ».
La particularité architecturale de Lama est de voir le mariage harmonieux de deux styles différents : le vieux quartier médiéval, composé de petites maisons aux toits terrasses collées les unes aux autres, de ruelles étroites et voûtées, voit s'ajouter « l'architecture d'affirmation » des familles d'oléiculteurs les plus aisés qui se font construire, au XVIIIe siècle, de grandes maisons bourgeoises d'inspiration toscane, particulièrement la maison Bertola avec son belvédère toscan.
Il existe encore de nombreux pressoirs à huile, témoins séculaires de l'activité des hommes sur ce territoire.
Un fleurissement original lui a valu le label de village fleuri « 4 fleurs ».

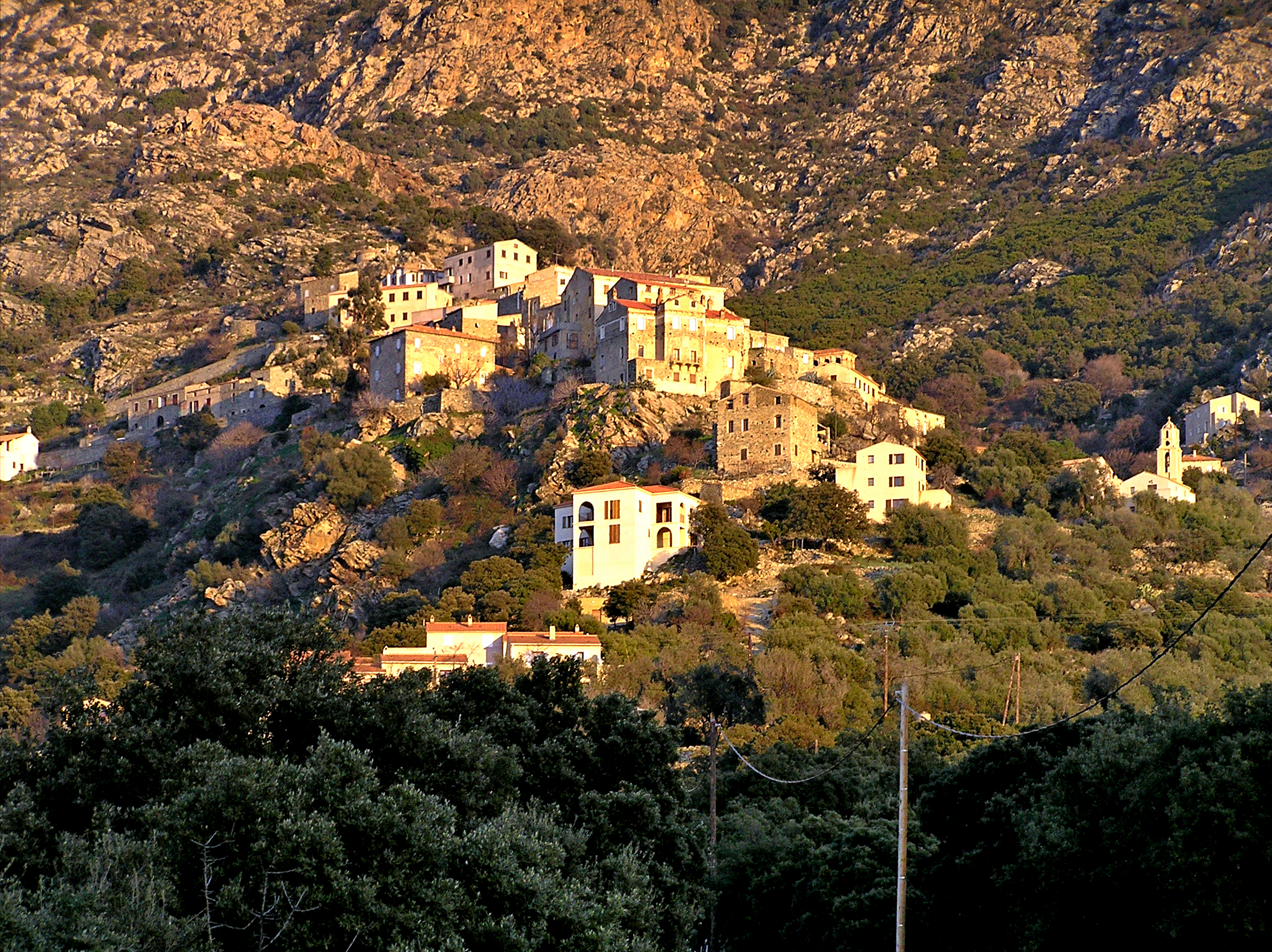
Vue du village.
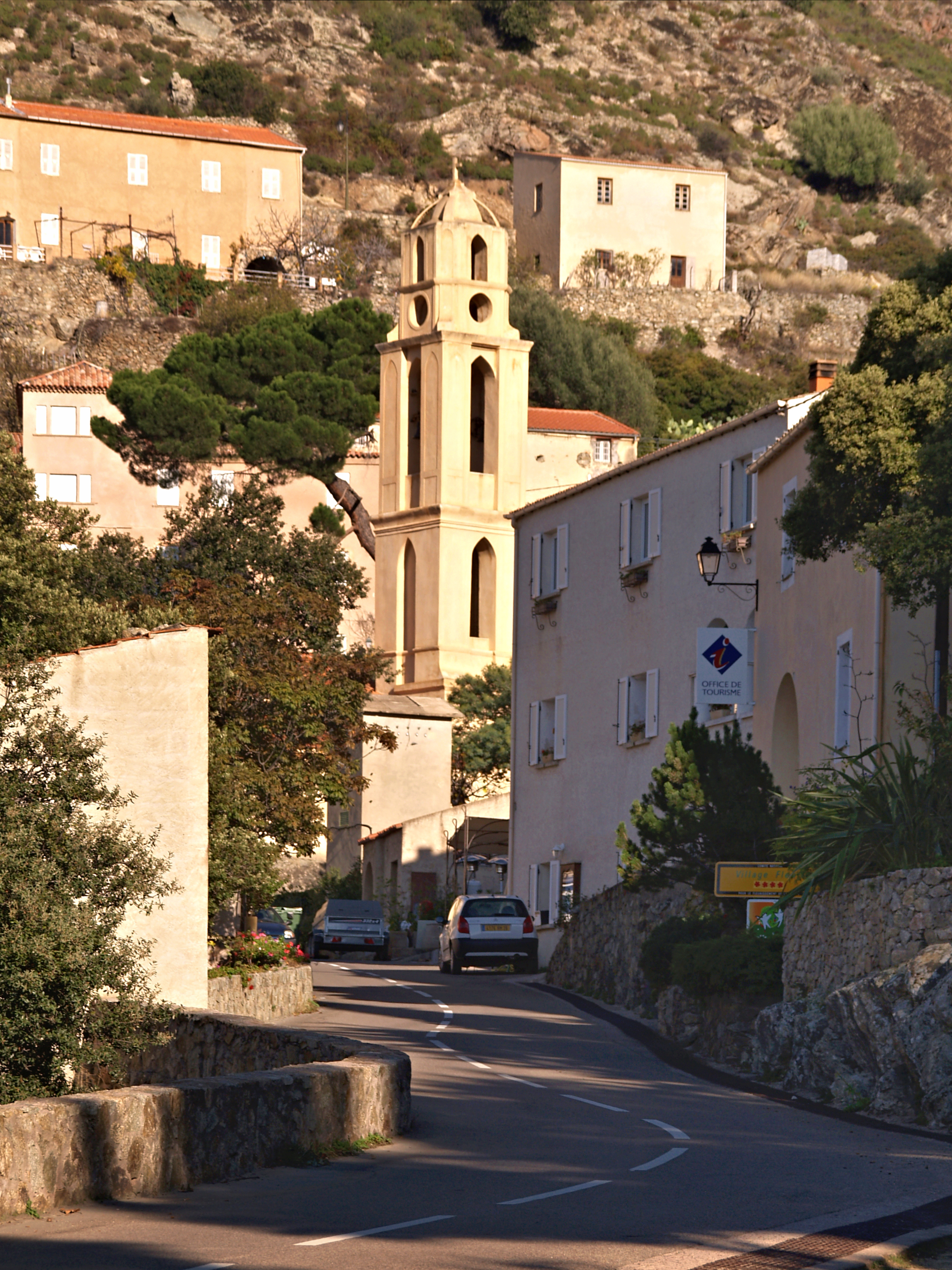
Entrée du village.
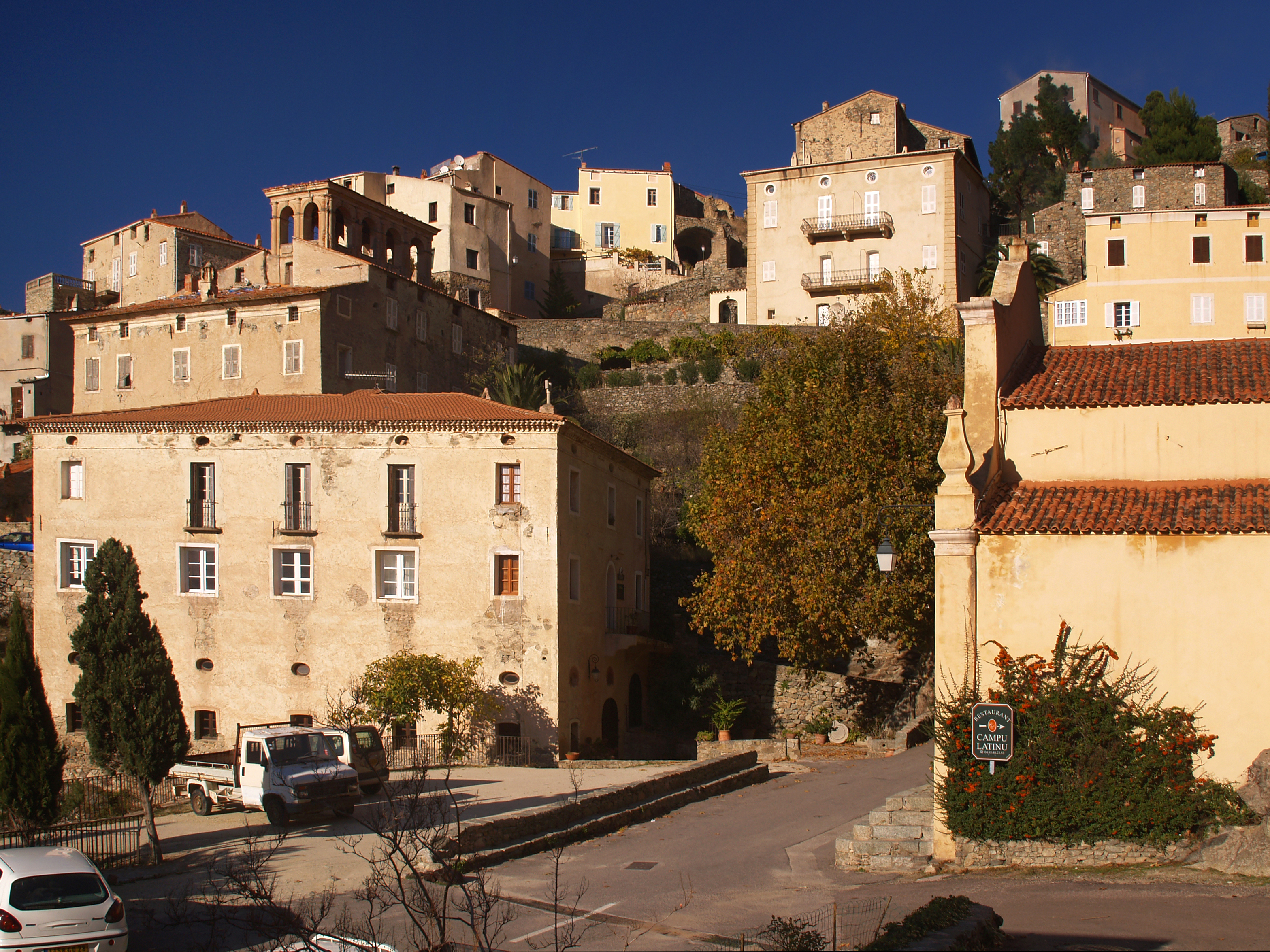
Place de l'église.
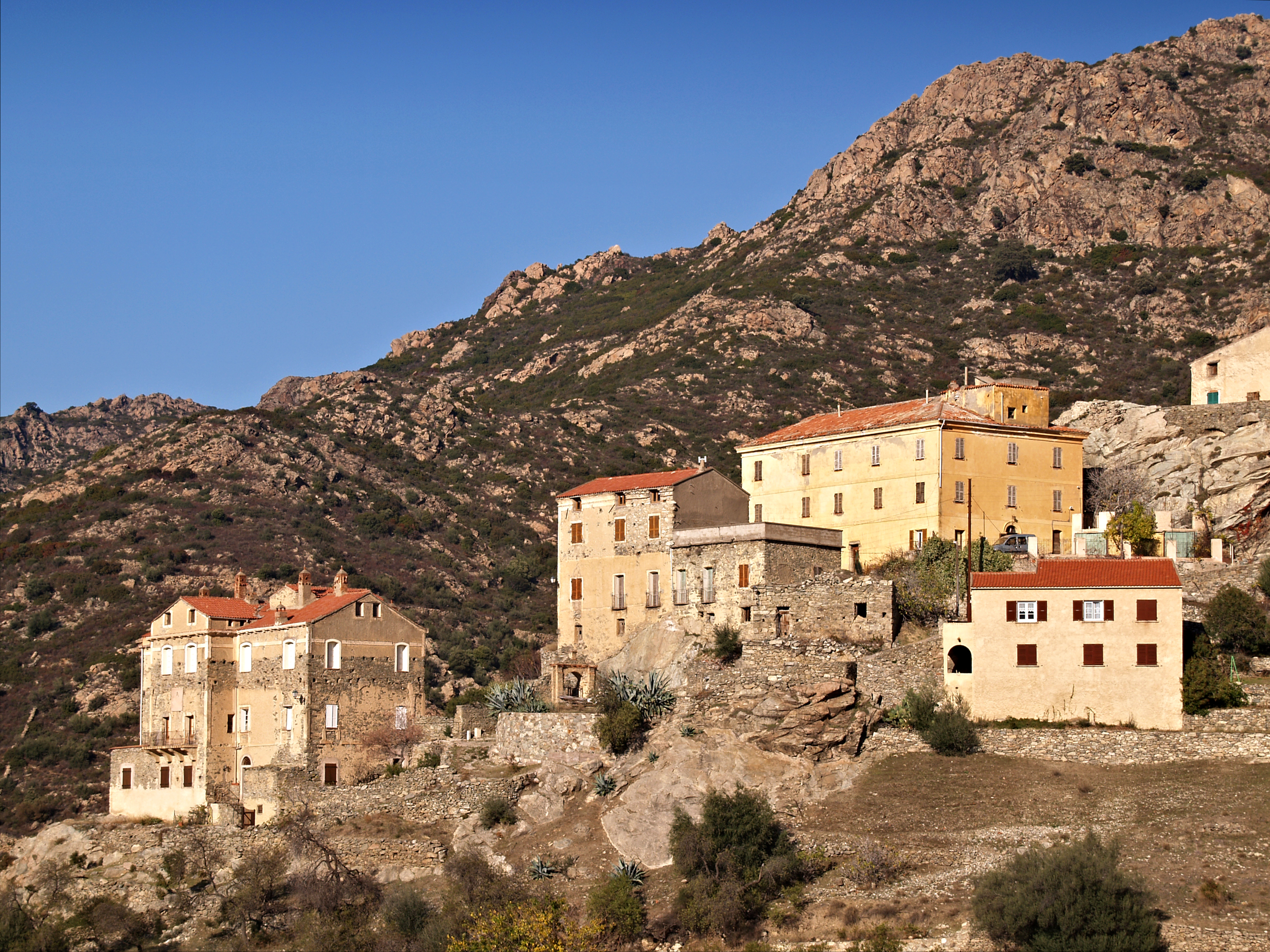
Vieux quartier.
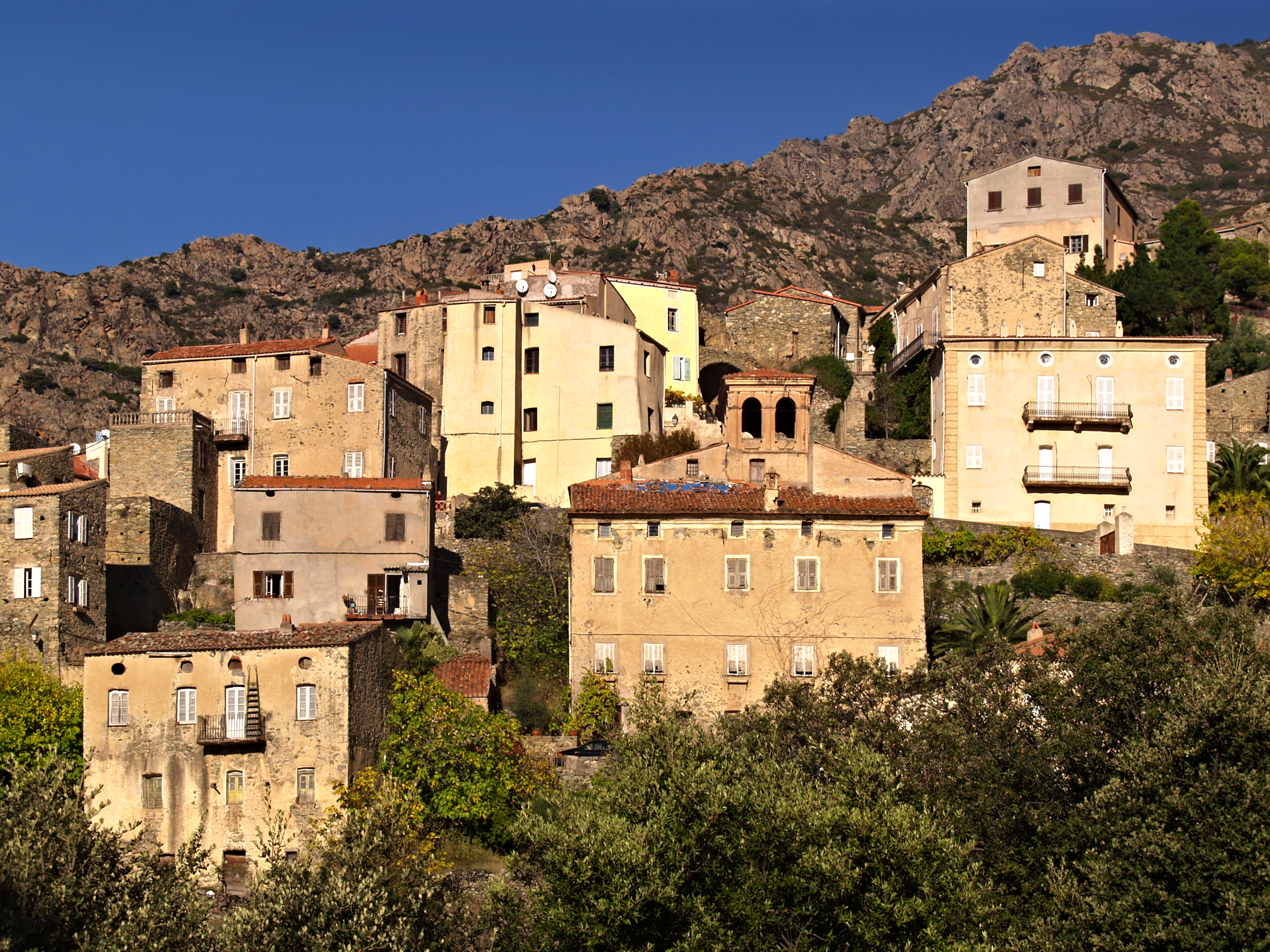
Vieux quartier.

## Histoire

### Moyen Âge
Le plus ancien document attestant de l'existence de Lama date de 1206.

### Temps modernes
Au XVIe siècle, vers 1520, la pieve d'Ostriconi comportait des lieux habités qui avaient pour nom Artacha, Lama, Novella, Cruscani, Pochina, Palasia, Spelonche.
Lorsqu’au début du XVIIe siècle, Gênes puissance coloniale de la Corse, décide de développer l'arboriculture en Corse, le village, qui possède des oliviers à l'état sauvage, va connaître le début de son âge d’or. En effet, dès 1607, ordre est donné de les greffer. À compter de cette date, et durant plus de trois siècles, Lama va connaître le rythme des récoltes d’olives et de la fabrication de l'huile d'olive.
Son oliveraie va, au fil du temps, s’accroître de telle manière, qu’elle atteindra le nombre de 35 000 pieds d'oliviers, et qu’elle sera l’une des plus importantes de Corse, voire de France. La richesse que génère pour le village cette huile abondante et renommée va avoir des prolongements tant sur le plan architectural que culturel.
Comme les autres villages de l’intérieur de la Corse, Lama va voir ses structures agro-pastorales s’étioler.
- 1768 - Passant sous administration française, la pieve d'Ostriconi devient la pieve de Canale.
- 1789 - La Corse fait partie du royaume de France. Avec la Révolution française, est créé en 1790 le département de Corse, puis en 1793, celui de El Golo (l'actuelle Haute-Corse). La commune portait le nom de Lama (an II).
- 1793 - Avec la Révolution française, la pieve de Canale devient le canton de Canale.
- 1828 - Le canton de Canale prend le nom de canton de Lama[20].

### Époque contemporaine
Les deux guerres mondiales, dans lesquelles de nombreux corses vont combattre et périr, vont précipiter le village sur la voie du déclin.
- 1954 - La commune de Lama qui comptait 267 habitants, formera avec les communes voisines de Pietralba et d'Urtaca, le canton de Lama.
- 1971 - Le 27 août, un immense incendie, poussé par un vent violent, remonte la vallée de l'Ostriconi. En seulement une journée, ce feu annihile le labeur de trois siècles d'oliveraie, consumant ses 35 000 pieds d’oliviers et laissant un village exsangue.
- 1973 - De nouveaux cantons sont créés dont celui du Haut-Nebbio, avec la fusion imposée des anciens cantons de Lama, Murato et Santo-Pietro-di-Tenda.
- 1989 - Mettant à profit un Contrat de Plan État-Région subventionnant la création groupée de gîtes ruraux, la commune et de nombreuses familles villageoises se lancent dans l’aventure du tourisme rural.

À ce titre, Lama a obtenu plusieurs distinctions :
- Village Fleuri (4 fleurs, seule distinction en Corse) ;
- Grand Prix National de l'Innovation Touristique en 1989 ;
- Bravos de l'Accueil en 1995 ;
- Médaille d'Argent du Tourisme en 1996.

Proverbe relatif à l'huile lamaise : « Pane d'Antisanti è oliu di Lama sò affissati à e porte di Roma » (Pain d'Antisanti et huile de Lama sont connus jusqu'aux portes de Rome).

## Politique et administration

### Liste des maires
| Période                                  | Période  | Identité                   | Étiquette | Qualité                                 |
| ---------------------------------------- | -------- | -------------------------- | --------- | --------------------------------------- |
| vers 1897                                | ?        | Charles-Dominique Massiani |           |                                         |
| mars 2001                                | 2014     | Simon Baccelli             | DVD       |                                         |
| mars 2014                                | En cours | Attilius Ceccaldi          | REG       | Retraité - Président du Pays de Balagne |
| Les données manquantes sont à compléter. |          |                            |           |                                         |

## Population et société

### Démographie
L'évolution du nombre d'habitants est connue à travers les recensements de la population effectués dans la commune depuis 1800. Pour les communes de moins de 10 000 habitants, une enquête de recensement portant sur toute la population est réalisée tous les cinq ans, les populations de référence des années intermédiaires étant quant à elles estimées par interpolation ou extrapolation. Pour la commune, le premier recensement exhaustif entrant dans le cadre du nouveau dispositif a été réalisé en 2008.

En 2022, la commune comptait 152 habitants, en évolution de −2,56 % par rapport à 2016 (Haute-Corse : +5,15 %, France hors Mayotte : +2,11 %).
| 1800 | 1806 | 1821 | 1831 | 1836 | 1841 | 1846 | 1851 | 1856 |
| ---- | ---- | ---- | ---- | ---- | ---- | ---- | ---- | ---- |
| 318  | 340  | 459  | 387  | 399  | 431  | 442  | 401  | 445  |

| 1861 | 1866 | 1872 | 1876 | 1881 | 1886 | 1891 | 1896 | 1901 |
| ---- | ---- | ---- | ---- | ---- | ---- | ---- | ---- | ---- |
| 414  | 401  | 467  | 529  | 512  | 510  | 514  | 541  | 550  |

| 1906 | 1911 | 1921 | 1926 | 1931 | 1936 | 1946 | 1954 | 1962 |
| ---- | ---- | ---- | ---- | ---- | ---- | ---- | ---- | ---- |
| 528  | 525  | 512  | 505  | 515  | 496  | 278  | 267  | 249  |

| 1968 | 1975 | 1982 | 1990 | 1999 | 2006 | 2008 | 2013 | 2018 |
| ---- | ---- | ---- | ---- | ---- | ---- | ---- | ---- | ---- |
| 237  | 174  | 120  | 98   | 130  | 166  | 176  | 161  | 146  |

| 2022 | - | - | - | - | - | - | - | - |
| ---- | - | - | - | - | - | - | - | - |
| 152  | - | - | - | - | - | - | - | - |

### Manifestations culturelles et festivités

#### Fêtes et loisirs
- Le 10 août se fête Saint-Laurent (San Luzenzu), le saint patron.

#### Festival du cinéma de Lama
- Festival du Film de Lama, fondé en 1994. Il a lieu la première semaine d'août. En 2011 a eu lieu le 18e festival de ce festival européen du cinéma et du monde rural, sur thème de ruralité. Les projections se font en plein air sur trois sites.

### Sports

#### Randonnées
Randonnée du Monte Astu

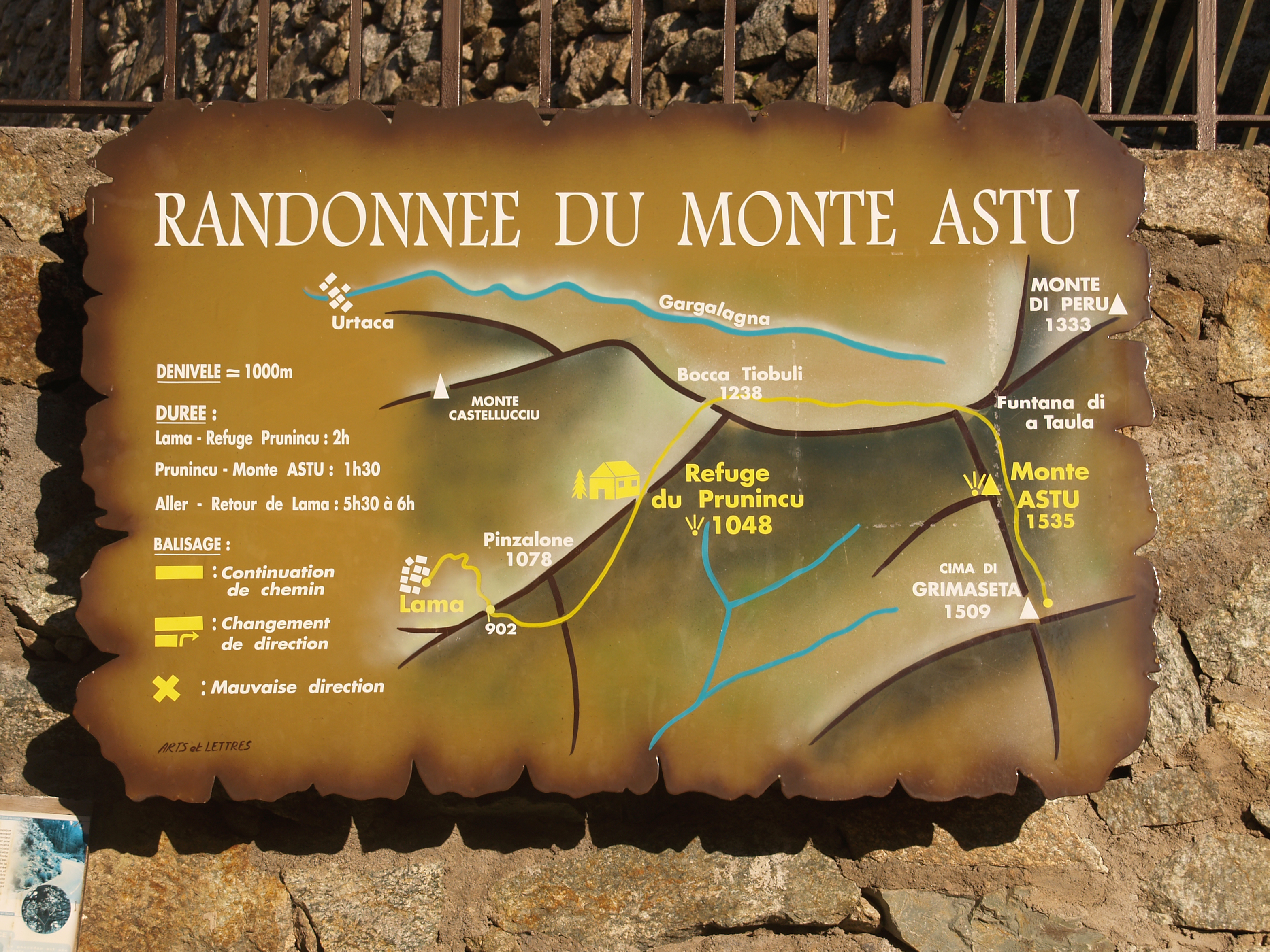
Randonnée du Monte Astu.

Cette randonnée balisée démarre en haut du village de Lama. Un panneau en indique les principales informations : itinéraire, dénivelé, durée et balisage. À savoir l'existence du refuge de Prunincu à 1 048 m d'altitude au nord du Pinzalone (1 078 m). Elle se termine à Cima di Grimasetta (1 509 m), environ un kilomètre après le passage du monte Astu (1 535 m). Toutefois le sentier peut être poursuivi jusqu'à Pietralba (500 m) en passant par Bocca di Tenda (1 219 m).
Les randonneurs ont également la possibilité, avant d'atteindre Monte Astu, de rejoindre Urtaca (400 m) en bifurquant au nord via Cima a Muzzelli (1 299 m) et bocca di San Pancrazio, et ensuite, de terminer leur course sur Lama en longeant les flancs de Monte di u Gattu et ceux du Monte Castelluccio.
Certains rejoignent Santo-Pietro-di-Tenda ou Sorio par Bocca di Tenda, en franchissant la barrière montagneuse du Monte Astu, ce qui est un parcours beaucoup plus difficile.

## Culture locale et patrimoine

### Lieux et monuments

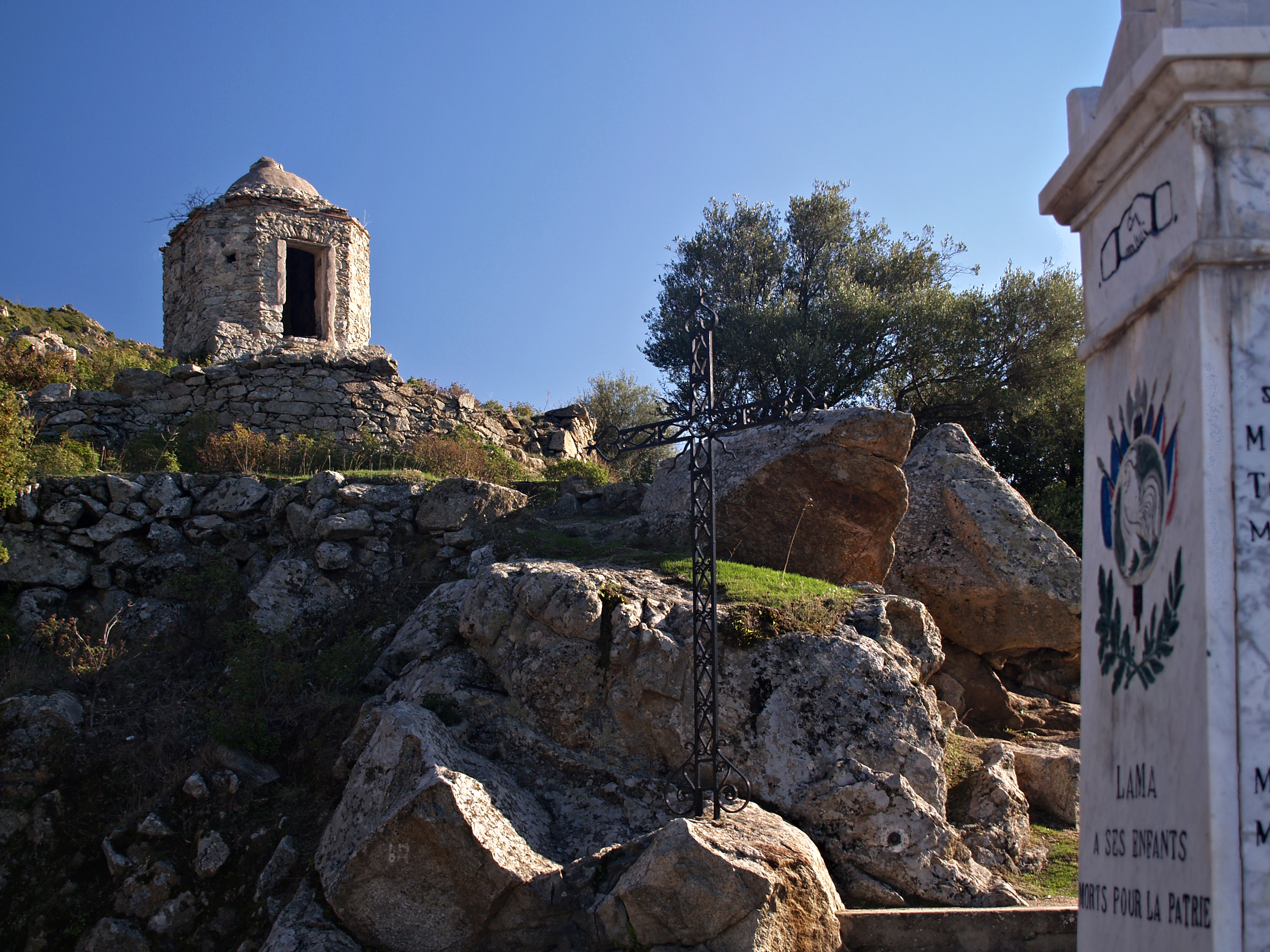
Monument aux morts.

- Monument aux morts en bordure de la route à l'entrée du village.

#### Ancienne chapelle San Lorenzo

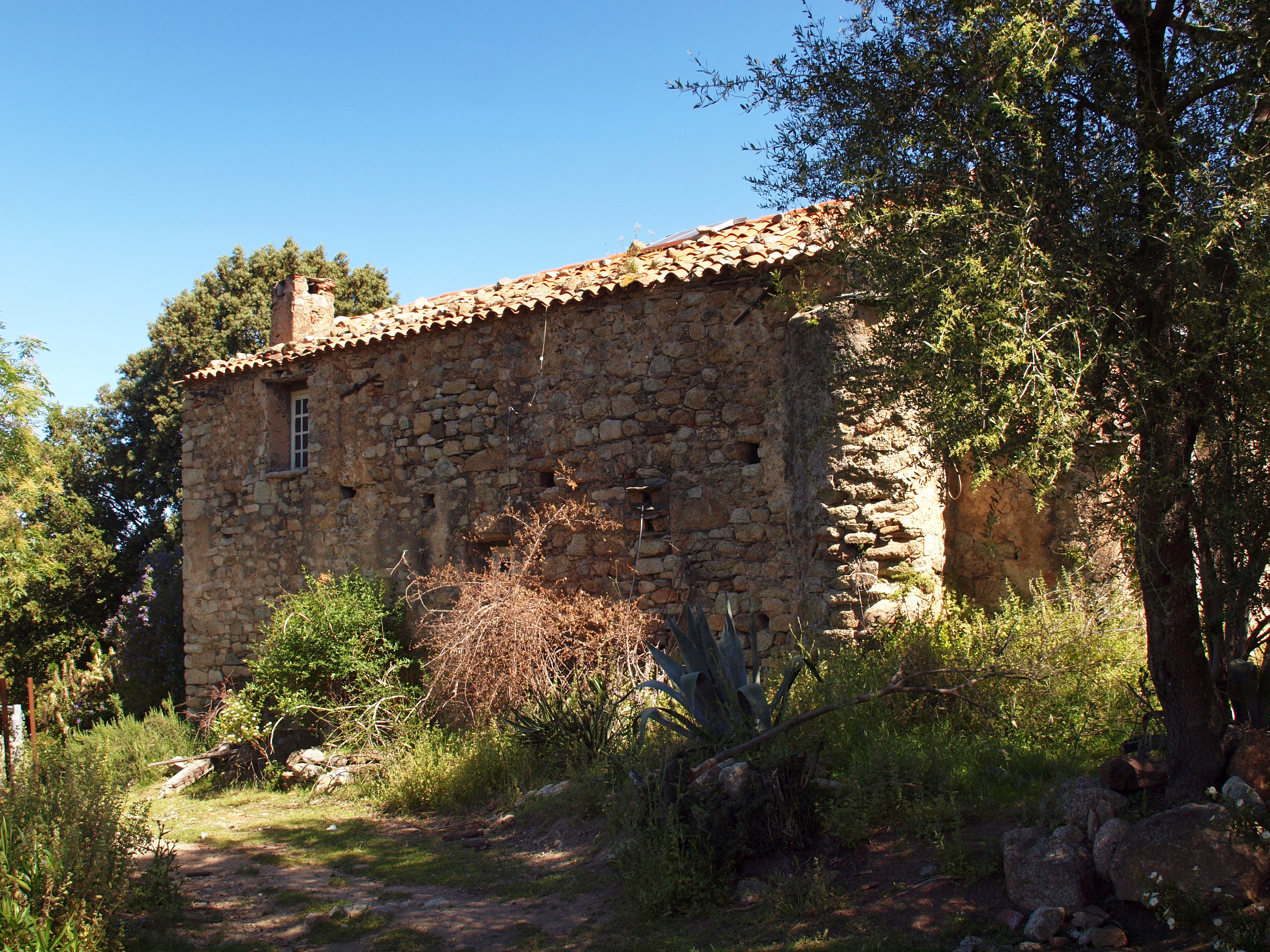
Ancienne chapelle San Lorenzo.

L'ancienne chapelle San Lorenzo (Saint Laurent) se situe proche du lit de l'Ostriconi, peu au nord de l'aire de Tesa sur la « Balanina », voie récemment classée route nationale 197. Elle a été construite à la fin du XIIIe siècle. Dès la fin du XVe siècle, elle ne sert plus qu'aux offices funéraires et aux messes de célébration du saint tutélaire. Au XVIIIe siècle, elle tombe en ruines, puis subit des réaffectations successives. Devenue propriété d'une personne privée, elle est utilisée d'abord comme remise agricole avant de devenir une habitation.
La nef qui se terminait probablement par une abside en cul de four, est orientée sur un axe est/ouest +10°, l'abside à l'est, la façade principale avec son portail à l'ouest comme l'étaient la grande majorité des églises romanes corses.
Non signalée, envahie par les ronces, elle est fermée au public. Elle recèle des fresques de la fin du XVe siècle ou du début du XVIe siècle. San Lorenzo fait partie de ces exceptionnelles chapelles dites « à fresques » que la Collectivité territoriale de Corse envisage de réhabiliter dans le cadre du PEI,.
Pour son décor intérieur de la fin du XIIIe siècle, elle est protégée et classée Monument historique par arrêté du 30 janvier 1995.
Dès la mise en vente de la chapelle, la commune en a fait l'acquisition en 2005 afin de réhabiliter cet élément majeur de son patrimoine.

#### Église Saint-Laurent

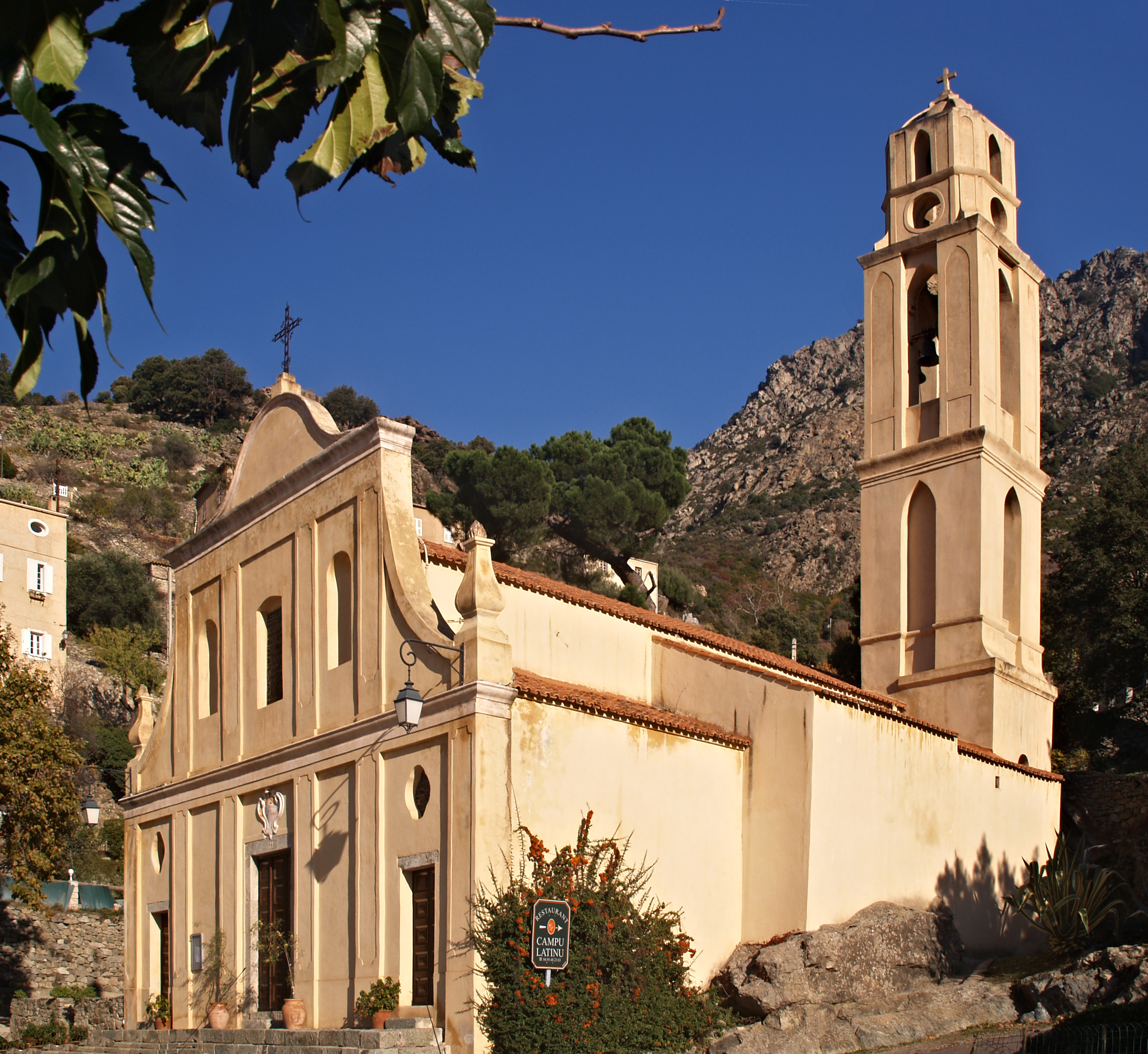
Église Saint-Laurent.

L'église paroissiale Saint-Laurent, anciennement Notre-Dame-de-la-Visitation, date des XVIIIe et XIXe siècles.

### Patrimoine naturel

#### ZNIEFF
Lama est concernée par deux zones naturelles d'intérêt écologique, faunistique et floristique de 2e génération :
Chênaies vertes de Pietralba et Urtaca
La zone couvre une superficie de 653 ha des communes de Pietralba, Lama et Urtaca. Elle est divisée en deux unités : une zone se situe sur les communes d’Urtaca et de Lama et l’autre sur la commune de Pietralba. La partie sur la commune d’Urtaca recouvre le bassin versant du Fiume di Gargalagna. Ce ruisseau est un affluent de l’Ostriconi, il sépare nettement les versants nord et sud de la forêt.
Crêtes Mont Asto Mont St Angelo
Situé dans le nord de l'île, le massif du Tenda assure la transition entre la chaîne du Cap Corse et celle de San Petrone en Castagniccia. La zone concerne neuf communes. Les crêtes du Tenda apparaissent très dénudé avec une végétation arborescente pratiquement absente. Les causes sont principalement liées à la déforestation pour la mise en culture de terrasses. Celles-ci sont encore bien visibles.

#### Natura 2000
Zones de Protection Spéciale (Dir. Oiseaux)
Chênaies et pinèdes de Corse FR9412008
Le site a été créé par arrêté du 5 janvier 2006 portant désignation du site Natura 2000 Chênaies et pinèdes de Corse (zone de protection spéciale). Cette ZPS est un site éclaté dont les 4 sous secteurs de Haute-Corse se trouvant sur des terrains schisteux alors que le secteur de Corse-du-Sud est sur terrain granitique. Il est inscrit à l'Inventaire national du patrimoine naturel sous la fiche FR9412008 - Chênaies et pinèdes de Corse.